# Gui Shan
Gui Shan (chinesisch 龜山 ‚Schildkrötenhügel‘) ist ein abgerundeter Hügel auf der Fildes-Halbinsel von King George Island im Archipel der Südlichen Shetlandinseln. Er ragt südöstlich der chinesischen Große-Mauer-Station auf. Seine Westflanke grenzt an die Hügelkette She Shan.
Chinesische Wissenschaftler benannten ihn 1985 deskriptiv im Zuge von Vermessungsarbeiten.